# Distretto di Wang Chin
Il distretto di Wang Chin (in thailandese: วังชิ้น) è un distretto (amphoe) della Thailandia, situato nella provincia di Phrae.